# Xanthophenax verticalis
Xanthophenax verticalis là một loài tò vò trong họ Ichneumonidae.